# Deukalion i Pira
Deukalion i Pira par su iz grčke mitologije koji su preživjeli sveopći potop koji je izazvao bog Zeus. Deukalion je sin Titana Prometeja i kralj Ptije, a Pira je njegova žena. Deukaliona je Prometej upozorio na sveopći potop, koji je Deukalion preživio zajedno sa svojom ženom Pirom, sagradivši arku.

## Mitologija
U mitologiji, priča kaže da je Zeus želio uništiti čitav ljudski rod zbog zločina Likaonovih sinova. Prometej je upozorio Deukaliona da sagradi lađu i u nju se skloni za vrijeme potopa koji je trajao 9 dana i 9 noći bez prestanka. Deukalion i Pira su se pomolili božici Temidi za spas ljudskoga roda. Ona im je rekla da preko ramena bacaju kosti svoje majke. Shvatili su da je božica govorila o kostima majke Zemlje, tj. kamenju. Od kamenja koje je bacila Pira nastale su žene, a od kamenja koje je bacio Deukalion muškarci.